# پیتزای کالیفرنیایی
پیتزای کالیفرنیایی یا پیتزای کالیفرنیا (به انگلیسی: California-style pizza) سبکی از پیتزا است که پوسته نازک پیتزاهای سبک نیویورکی و ایتالیایی را با موادی از سبک آشپزی غذاهای کالیفرنیایی ترکیب می‌کند. اختراع آن به‌طور کلی به سرآشپز اد لادو و شه پانیس در برکلی، کالیفرنیا نسبت داده می‌شود. ولفگانگ پاک پس از ملاقات با لادو، سبک پیتزا را در سایر نقاط کشور رایج کرد. این غذا در بسیاری از رستوران‌های کالیفرنیایی سرو می‌شود. آشپزخانه پیتزا کالیفرنیا، پیتزای میزگرد، پیتزای اکستریم و پیتزای چوبی سامی چهار فرنچایز اصلی پیتزا هستند که با پیتزای سبک کالیفرنیایی مرتبط هستند.